# 1995年芝加哥熱浪
1995年芝加哥热浪为期五天、發生在美國，导致700多名市民中暑致死的熱浪。这是目前被认为在美国历史上是该地区最恶劣的天气自然灾害。

## 天气
气温飙升至历史新高在七月最热的天气出现在7月12日至7月16日。7月13日106℉（41℃）创下的日温记录，酷热指数达125℉（51.67℃）。

## 统计
芝加哥的每日低而高，1995年：
- 7月11日：73-90 °F（23-32°C）
- 7月12日：76-98 °F（24-37°C）
- 7月13日：81-106 °F（27-41°C）
- 7月14日：84-102 °F（29-39°C）
- 7月15日：77-99 °F（25-37°C）
- 7月16日：76-94 °F（24-34°C）
- 7月17日：73-89 °F（23-32°C）